# Ozarba cryptica
Ozarba cryptica là một loài bướm đêm trong họ Noctuidae.